# Richard Thomas Lowe
Richard Thomas Lowe (4 de diciembre de 1802 - 13 de abril de 1874) fue un botánico, ictiólogo, malacólogo, escritor y clérigo anglicano inglés.

## Biografía
En 1825 se gradúa en el "Christ's College", de Cambridge, y ese mismo año toma las sagradas órdenes, como diácono, y en 1830 se ordena sacerdote. Es pastor en la isla Madeira en 1832, donde se desarrolla como naturalista, estudiando extensamente la flora y la fauna local, produciendo un libro sobre la flora Madeirana (Manual flora of Madeira) . Antes había vuelto a Inglaterra, siendo Rector en Lea, Lincolnshire, en 1852.
En 1874 fallece en el transcurso de un naufragio, en Sicilia.

## Algunas publicaciones
- 1869. Florulae Salvagicae Tentamen or a list of plants collected in the Salvages or Salvage Islands. John van Voorst, Londres

- 1857—1872. A manual flora of Madeira. Londres 2 vols.

- 1851. Primitiæ Et Novitiæ Faunæ Et Floræ Maderæ Et Portus Sancti: Two Memoirs on the Ferns, Flowering Plants, and Land Shells of Madeira and Porto Santo. Ed. J. Van Voorst, 95 pp.
- 1843. A history of the fishes of Madeira ed. B. Quaritch, 196 pp.

- 1838 - Novitiae florae Maderensis

- 1830 - Primitiae fauna et florae Maderae et Portus Sancti in: Cambridge Philosophical Trans.

## Honores

### Epónimos
- Omosudis lowii
- Octolasmis lowei C. Darwin, Cirripedia)

- La abreviatura «Lowe» se emplea para indicar a Richard Thomas Lowe como autoridad en la descripción y clasificación científica de los vegetales.[1]

## Abreviatura (zoología)
La abreviatura Lowe  se emplea para indicar a Richard Thomas Lowe como autoridad en la descripción y taxonomía en zoología.